# Bradford
Pour les articles homonymes, voir Bradford (homonymie).
Bradford est une ville située dans le Yorkshire de l'Ouest en Angleterre, au pied des Pennines, à 14 km à l'ouest de Leeds et à 26 km au nord-ouest de Wakefield. Faisant historiquement partie du West Riding of Yorkshire, la ville est devenue un arrondissement municipal en 1847 puis obtient sa charte de ville en 1897. À la suite de la réforme du gouvernement local en 1974, le statut de cité a été attribué à l'arrondissement métropolitain de la cité de Bradford. Bradford fait partie de la zone urbaine du Yorkshire de l'Ouest qui comptait 1,5 million d'habitants en 2001, ce qui en fait le quatrième centre métropolitain du Royaume-Uni. La ville compte 437 800 habitants en 2021.
Au XIXe siècle, la révolution industrielle fait de la ville un centre international de production textile : de petite ville rurale, Bradford devient la « capitale mondiale de la laine ». Les richesses naturelles de la région — charbon, minerai de fer et potentiel hydrique — ont facilité la croissance de la manufacture de Bradford qui voit, à mesure que la fabrication de textile progresse, sa population augmenter significativement. Néanmoins, le secteur du textile y est en déclin depuis le milieu du XXe siècle. La ville est confrontée aux mêmes défis que le reste du nord de l'Angleterre, à savoir les difficultés socio-économiques liées à la désindustrialisation.
Bradford bénéficie d'un patrimoine architectural victorien remarquable dont l'hôtel de ville de style italianisant. La ville est également la première « ville UNESCO de cinéma » avec des attractions telles que le musée national de la science et des médias, le parc municipal, le théâtre Bradford Alhambra (en) et le Cartwright Hall (en). La ville de Bradford partage un aéroport international avec sa ville sœur, Leeds.

## Étymologie
Le nom Bradford est dérivé du vieil anglais brād « large » et ford « gué ». Il est attesté sous la forme Bradeford en 1086, dans le Domesday Book. Ce « gué large » est celui qui permettait de franchir le Bradford Beck au niveau de Church Bank, près du site de la cathédrale de Bradford.

## Histoire

### Histoire médiévale
Après la révolte de 1070, lors de l’épisode de la dévastation du nord de l'Angleterre menée par Guillaume Le Conquérant, la seigneurie de Bradford est saccagée. Cet épisode est décrit dans le Domesday Book de 1086. La ville appartient ensuite à la baronnie féodale dite Honour of Pontefract donnée à Ilbert de Lacy pour service rendu à Guillaume Le Conquérant. Sa descendance y restera jusqu'en 1311. Des preuves ont été retrouvées de l'existence d'un château dès l'époque des Lacy. Ensuite, le château appartient successivement au comte de Lincoln, John Gaunt puis à la Couronne, avant de devenir propriété privée en 1620.
Au Moyen Âge, Bradford devient une petite ville centrée autour des actuelles rues de Kirkgate, Westgate et Ivegate. En 1316, il est fait mention d'un moulin à foulon, d'un moulin où tout le maïs de la seigneurie est moulu et d'un marché. Pendant la Guerre des Deux-Roses, les habitants se rangent du côté de la maison de Lancastre. Édouard IV accorde le droit d'organiser deux foires annuelles et, dès lors, la ville commence à prospérer. Sous le règne d'Henri VIII, Bradford dépasse Leeds en tant que centre de production. La ville connait une lente croissance au cours des 200 années suivantes alors que le commerce de la laine gagne en importance.

### Histoire moderne
Pendant la première révolution anglaise, la ville est le théâtre d’affrontement entre les Têtes-Rondes, partisans du Parlement d'Angleterre et les cavaliers, soutenant les Royalistes. La ville est mise en garnison par les Têtes-Rondes. Elle est attaquée en 1642 par les royalistes de Leeds. Thomas Fairfax prend le commandement de la garnison et affronte le duc de Newcastle mais il est vaincu. Les Parliamentarians se retirent à Bradford et les royalistes installent leurs quartiers au Bolling Hall d’où ils organisent le siège de Bradford, menant à sa capitulation. La guerre civile provoque un déclin de l'industrie mais après l'arrivée au pouvoir de Guillaume III et Marie II en 1689, la prospérité commence à revenir. Le développement de l’industrialisation au début du XVIIIe siècle marque le renouveau de la ville tandis que les nouvelles voies reliant les canaux et les routes à péages encouragent les échanges commerciaux.

### Révolution industrielle
En 1801, Bradford est une ville de marché de 6 393 habitants. Bradford n'est pas beaucoup plus grande que la ville voisine de Keighley. Elle est nettement plus petite qu’Halifax et Huddersfield. Elle sert de centre d'attractivité pour les cantons voisins : Manningham (en), Bowling and Barkerend (en), Great Horton (en) et Little Horton (en), séparés de la ville par la campagne.
Une présence militaire permanente est établie dans la ville avec l'achèvement de la caserne Bradford Moor Barracks (en) en 1844.

#### Sidérurgie
Les hauts fourneaux sont créés vers 1788 à partir du partenariat de quatre personnes : Richard Hird, John Jarratt, Joseph Dawson et John Hardy à Low Moor (en). Le minerai de fer est travaillé par l’entreprise Bowling Iron Works jusqu'en 1900. Le fer du Yorkshire est utilisé pour fabriquer des chaînes, des crochets, des tiges de piston de locomotives, des cages pour les mines à charbon ainsi que d’autres appareils miniers réclamant une solidité à toute épreuve. La Low Moor Company, qui fabrique aussi de la fonte brute, emploie 1 500 hommes en 1929. Lors de la création de l'arrondissement municipal de Bradford en 1847, on y recense quarante-six mines de charbon. Au cours des décennies suivantes la production de charbon continue de croître, atteignant un pic en 1868, au moment où la ville fournit le quart de tout le charbon et du fer produit dans le Yorkshire.

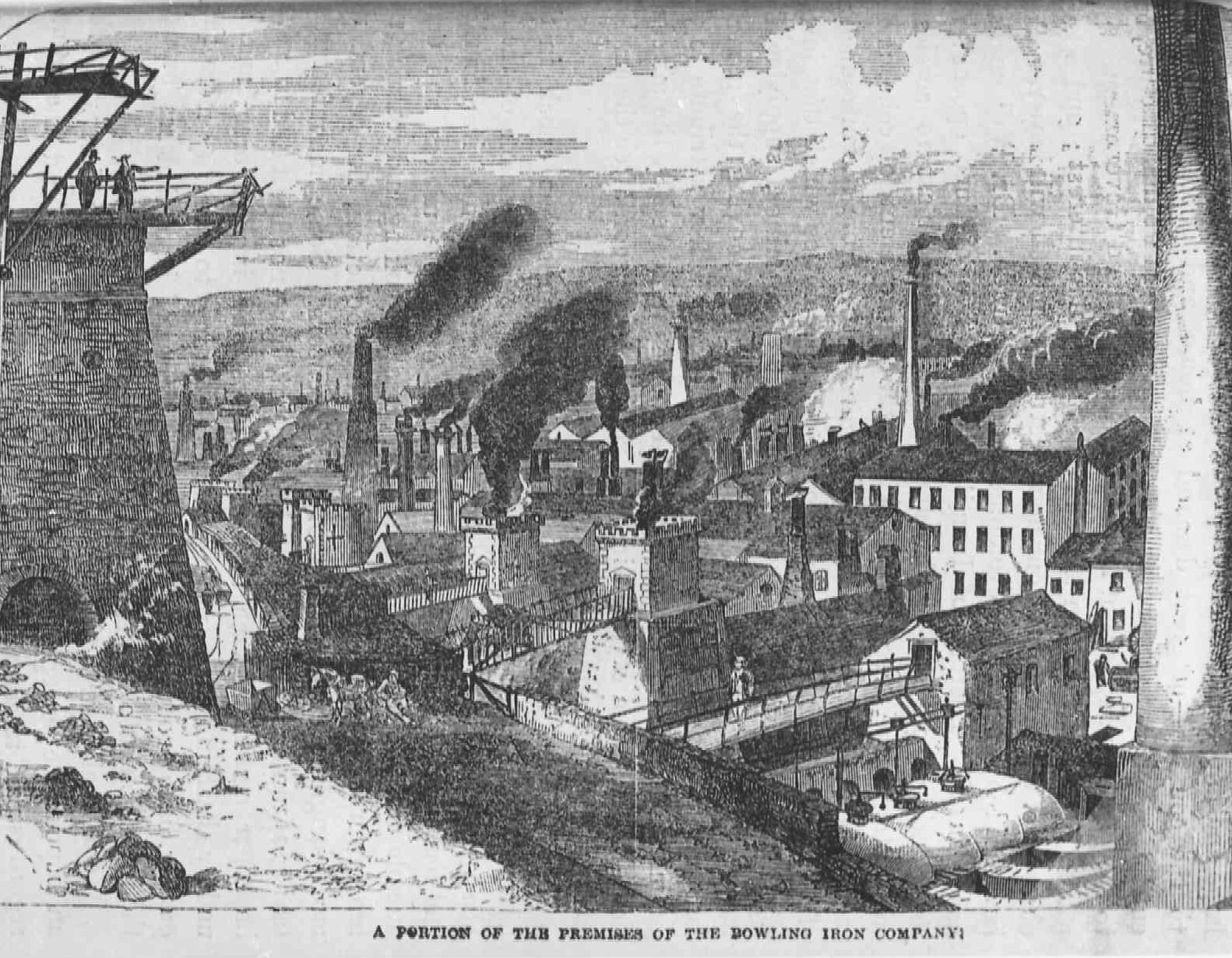
Bowling Iron Company en 1861.
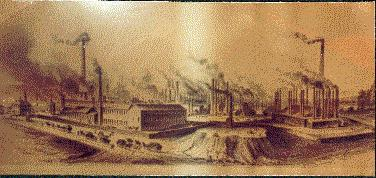
Low Moor Ironworks en 1855.

#### Industrie textile
Les activités de filage de laine et de tissage d’étoffes sont réalisées dans des cottages et des fermes. En 1825, le syndicat des peigneurs de laine appelle à faire grève ; le mouvement durera cinq mois. Les ouvriers sont cependant contraints de retourner au travail alors qu'est introduit le peignage à la machine. La révolution industrielle a entraîné une croissance rapide, avec de la laine importée, de la fabrication de tissus en laine peignée dans laquelle Bradford se spécialise et la ville est rapidement reconnue comme capitale mondiale de la laine.
Titus Salt a été l'un des principaux employeurs du secteur textile. En 1833, il dirige l'entreprise de tissage de laine de son père spécialisée dans la production de tissus mélangeant alpaga, mohair, coton et soie. En 1850, il possède cinq usines. Cependant, à cause de la pollution et des conditions misérables de ses ouvriers, Titus Salt quitte Bradford et transfère son entreprise de Salt Mills à Saltaire en 1850. En 1853, il commence à y construire un village ouvrier. 

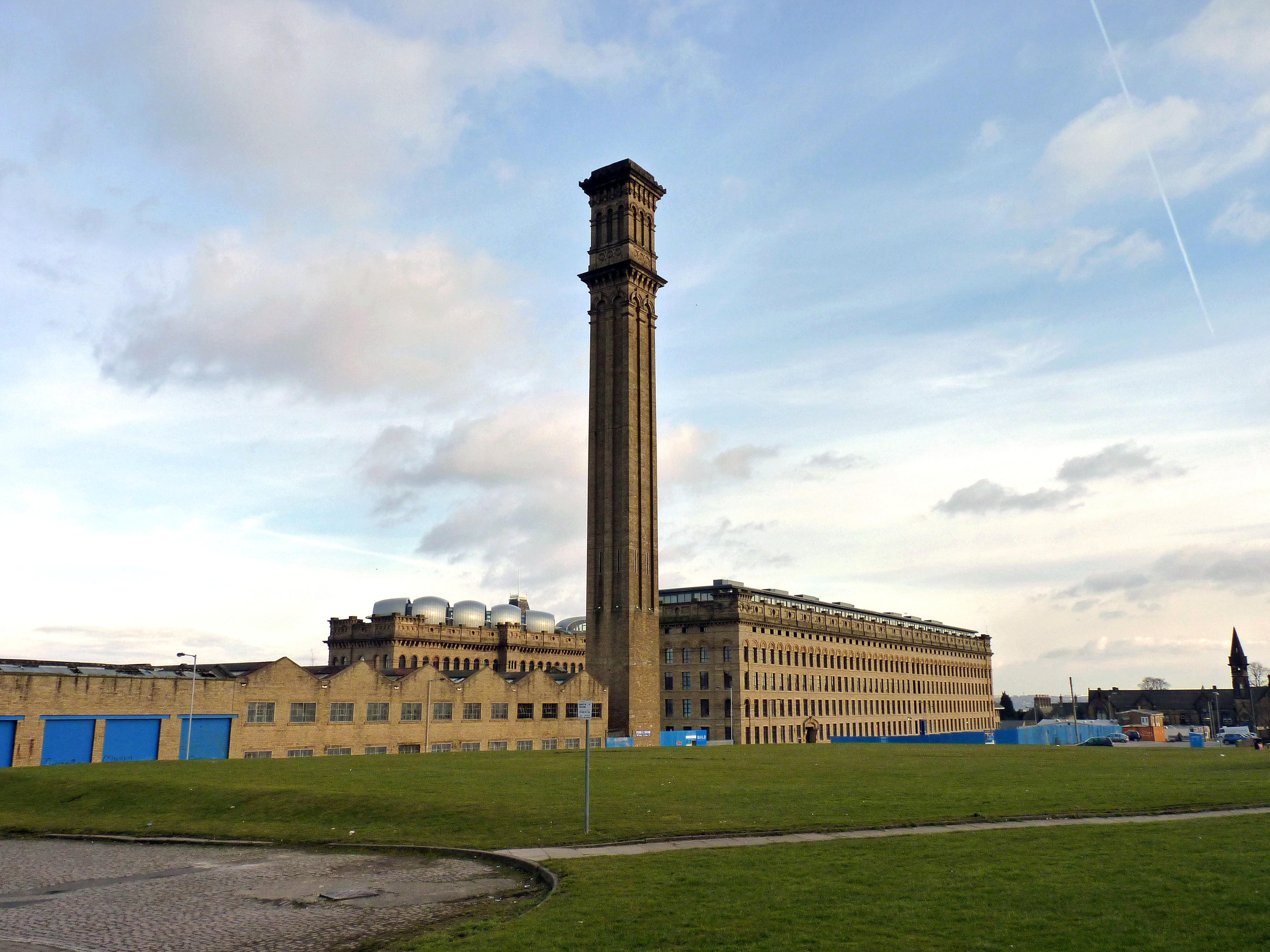
Lister's Mill.

Henry Ripley a été associé et directeur de l'entreprise Edward Ripley & son, propriétaire de Bowling Dye Works. En 1880, l'usine de teinture a employé plus de 1 000 personnes, étant considérée comme la plus grande usine de teinture d'Europe. Comme Titus Salt, il est conseiller municipal, juge de paix et député de Bradford, il est profondément préoccupé par l'amélioration des conditions de logement de la classe ouvrière. Il a construit le village modèle industriel de Ripley Ville sur un terrain à Broomfields, East Bowling près de l'usine de teinture. D'autres employés importants sont Samuel Lister et son frère, des peigneurs de fil et fabricants à Lister's Mill. L'usine Lister incarne l'entreprise victorienne, mais il est considéré que son attitude capitaliste rendait les syndicats nécessaires. Une croissance sans précédent, avec plus de 200 cheminées d'usine, produisant continuellement de la fumée noire et sulfureuse a donné à Bradford la réputation d'être la ville la plus polluée d'Angleterre. 
Les épidémies de choléra et de typhoïde ont été fréquentes et seulement 30 % des enfants, nés de travailleurs du textile, ont atteint l'âge de 15 ans. Ce niveau extrême de mortalité infantile et juvénile a contribué à une espérance de vie d'un peu plus de 18 ans pour les habitants de Bradford, l'une des plus faibles du pays.
Pour soutenir les usines de textile, une importante activité manufacturière s'est développée dans la ville, fournissant des machines de textile, ce qui a conduit à une diversification avec différentes industries qui se développent côte-à-côte. La Jowett Motor Company fondée au début du XXe siècle par Benjamin et William Jowett et Arthur V Lamb, a fabriqué des voitures et des fourgonnettes à Bradford pendant 50 ans. La Scott Motorcycle Company a été un fabricant bien connu de motocyclettes et de moteurs légers pour l'industrie. Fondée en 1908, à Bradford, par Alfred Angas Scott, les motos ont été produites jusqu'en 1978.

#### Charbonnage
Bradford a suffisamment disposé de charbon extrait localement pour fournir l'énergie dont l'industrie a besoin. Le grès local a été une excellente ressource pour la construction d'usines et avec une population de 182 000 habitants en 1850, la ville s'est développée rapidement, les ouvriers étant attirés par les emplois dans les usines à textile. Une pénurie d'eau dramatique limitait sérieusement l'expansion industrielle et l'amélioration des conditions sanitaires urbaines. En 1854, Bradford Corporation a acheté la Bradford Water Company se lançant dans un vaste programme d'ingénierie, visant à acheminer des réserves d'eau douce à Airedale, Wharfedale et Nidderdale (en). En 1882, l'approvisionnement en eau s'est nettement amélioré. Pendant ce temps, l'expansion urbaine s'opère le long des voies de sortie de la ville et les communes deviennent une zone urbaine à la fin du XIXe siècle.

#### Immigration
Comme beaucoup de grandes villes, Bradford a été une destination pour les immigrés. Dans les années 1840, la population de Bradford a été considérablement augmentée par les migrants venus d'Irlande, en particulier des comtés de Mayo et de Sligo, ruraux. En 1851, environ 10% de la population était née en Irlande, la plus grande proportion du Yorkshire,. Vers le milieu du XIXe siècle, les irlandais étaient concentrés dans 8 zones densément peuplées situées près du centre-ville. L'un d'eux est le quartier de la rue Bedford à Broomfields qui, en 1861, comptait 1 162 personnes d'origine irlandaise soit 19 % de toutes les personnes nées en Irlande dans l'arrondissement.

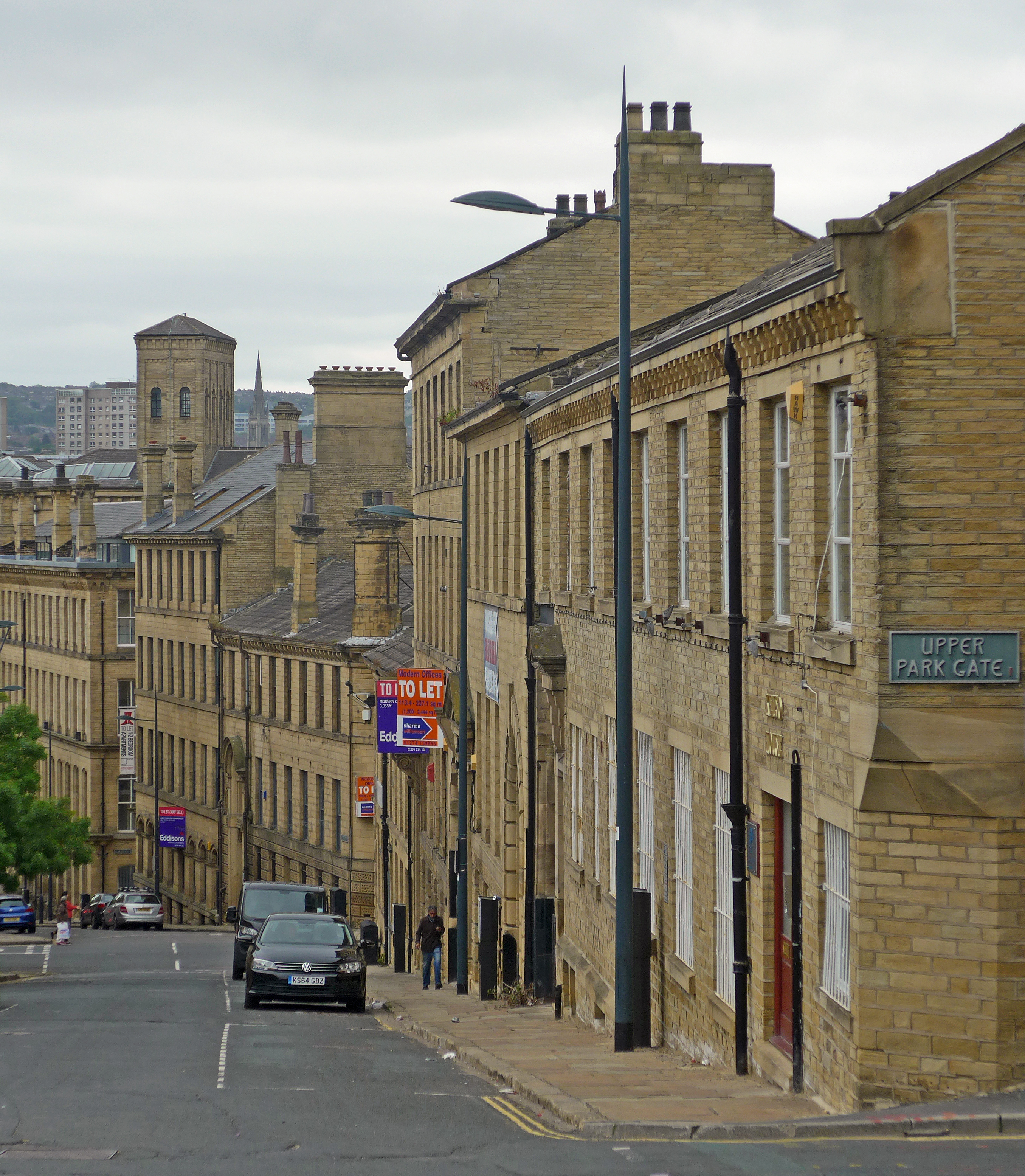
Quartier de Little Germany.

Dans les années 1820 et 1830, l'immigration provient d'Allemagne. Beaucoup sont des marchands juifs et sont devenus actifs au sein de la ville. La communauté juive vit pour la plupart dans la zone de Manningham où la ville compte environ 100 familles, mais elle a joué un rôle important dans le développement de Bradford en tant qu'exportateur majeur de produits en laine et dans l'exportation textile, principalement basées dans le quartier Little Germany et dans le centre-ville de Bradford. Charles Semon (1814-1877) a été un marchand de textiles et un philanthrope qui a développé une maison d'exportation textile productive dans la ville, il est devenu le premier maire étranger et juif de Bradford en 1864. Jacob Behrens (1806-1889) a été le premier marchand de textile étranger à exporter de la laine de la ville, son entreprise devient une multinationale de plusieurs millions de livres. Il est philanthrope et a également contribué à la création de la chambre de commerce de Bradford en 1851,. Jacob Moser (1839-1922) a été un marchand de textile, associé à la société Edelstein, Moser and Co, qui est devenue une maison d'exportation textile de Bradford prospère. Jacob Moser a été philanthrope et a fondé la Bradford Charity Organisation Society ainsi que la City Guild of Help. En 1910, Jacob Moser devint le premier maire juif de Bradford.

### Histoire récente
Après la Seconde Guerre mondiale, les migrants arrivent de Pologne et d'Ukraine. Depuis les années 1950, les migrants viennent du Bangladesh, de l'Inde mais surtout du Pakistan. En 1989, des copies des Versets sataniques de Salman Rushdie sont brûlées dans la ville et une partie de la communauté musulmane mène une campagne contre le livre. En juillet 2001, des tensions ethniques conduisent à des émeutes (en). Par la suite, différents rapports et articles décrivent Bradford comme une ville fragmentée avec des communautés ethniques séparées. 
L'industrie du textile connait une baisse d'activité durant la dernière partie du XXe siècle. 
La culture de l'innovation a été essentielle pour la compétitivité de Bradford, avec l'invention de nouvelles technologies du textile dans la ville ; le travail de Samuel Lister en est un parfait exemple. Cette culture se poursuit aujourd'hui au sein de l'économie de la ville, de l'automobile (Kahn Design) à l'électronique (Pace plc (en)). 
Wm Morrison Supermarkets plc est fondé par William Morrison en 1899.

## Bradford au cinéma
- 1983 : L'Habilleur (The Dresser) de Peter Yates
- 2013 : Le Géant égoïste (The Selfish Giant) de Clio Barnard

## Sports
Bradford est avant tout intrinsèquement liée au rugby à XIII ; en effet c'est dans cette ville qu'apparait l'un de tous premiers clubs de ce sport en 1895 : le Bradford Northern. Le club évolue fin des années 2010 dans la seconde division anglaise, le Championship, après avoir été au plus haut niveau. En effet, en 2013,  il aura remporté six fois le championnat d'Angleterre, et quatre fois la Coupe d'Angleterre. Rebaptisés Bradford Bulls, le club dispute la Super League dans les années 1990 et 2000. Le stade de rugby à XIII est un équipement original puisqu'il s'agit d'une ancienne mine à ciel ouvert, formant un vaste cratère ; l'Odsal Stadium. Ce stade accueille une affluence record de 102 000 spectateurs lors de la finale de la coupe d'Angleterre de rugby à XIII en 1954.
Mais il est intéressant de noter que le club originaire de Bradford, celui qui faisait partie des membres fondateurs de la fédération anglaise de rugby à XIII en 1895, n'est pas le club actuel mais celui de Bradford Park Avenue : ce club existe toujours mais opte en 1907 pour la pratique du football et, fin des années 2010, il joue en divisions inférieures.
La ville possède également un club de football, le Bradford City Association Football Club, qui évolue depuis 2019 en EFL League Two.

## Personnalités liées à la ville

### Nées à Bradford
- John Cousen (1804-1880), graveur.
- Jonathan Holden (1828-1906), industriel franco-anglais.
- Frederick Delius (1862-1934), compositeur.
- Brian Baines (1931-2006), journaliste et animateur de télévision.
- Austin Mitchell (1934-2021), homme politique.
- Timothy West (1934-2024), acteur.
- David Hockney (1937-), peintre.
- Andrew Mawson (1954-), pair et entrepreneur social.
- Justin Sullivan (1956- ), musicien.
- Pierre Duba (1960- ), auteur français de bandes dessinées.
- Linda McAvan (1962 -), femme politique.
- Adrian Moorhouse (1964-), champion olympique de natation.
- Will Carling (1965-), capitaine de l'Équipe d'Angleterre de Rugby.
- Martin Atkinson (1971- ), arbitre de football.
- Steven Frayne, alias Dynamo (1982- ), illusionniste.
- Benson Taylor (1983-), auteur-compositeur britannique.
- Sophie McShera (1985- ), actrice.
- Natalia Kills (1986-), chanteuse.
- Zayn Malik (1993- ), auteur-compositeur-interprète et ex-membre des One Direction.
- Zoe Thorogood (1998-), autrice et illustratrice de bande dessinée.
- Mason Greenwood (2001-), footballeur.

### Mortes à Bradford
- James Berry (1852-1913), bourreau, mort à Bradford.

## Jumelages
- Skopje (Macédoine) depuis 1963
- Roubaix (France) depuis 1969
- Verviers (Belgique) depuis 1970
- Mönchengladbach (Allemagne) depuis 1971
- Galway (Irlande) depuis 1987
- Mirpur (Pakistan) depuis 1998